# S/y Dunajec
s/y Dunajec - jacht typu opal, którego armatorem jest Sądecko-Podhalański Okręgowy Związek Żeglarski.  Zbudowany w Stoczni Jachtowej im. Józefa Conrada Korzeniowskiego w Gdańsku. Zwodowany w 1979 roku. Portem macierzystym jest Gdynia. 

## Historia i rejsy
- 1984 - wyprawa do Ameryki z okazji 450-lecia odkrycia Kanady
- 1992 - udział w transatlantyckich regatach "Grand Regatta Columbus" z okazji 500-lecia odkrycia Ameryki
- 1996 - Światowy Zlot Żaglowców "International Festival of the Sea".  Regaty "Bristol to Brest Regatta".
- 2002 - wyprawa "Narvik 2002 Expedition" za krąg polarny, za którą załoga otrzymała III nagrodę  Rejs Roku
- 2002 - wejście na mieliznę w szkierach sztokholmskich[2]
- 2005 - II miejsce w regatach SKŻ Classic Cup
- 2007 - udział w regatach SKŻ Classic Cup